# Епархия Санта-Крус-ду-Сула
Епархия Санта-Крус-ду-Сула (лат. Dioecesis Sanctae Crucis in Brasilia) — епархия Римско-католической церкви c центром в городе Санта-Крус-ду-Сул, Бразилия. Епархия Санта-Крус-ду-Сула входит в митрополию Санта-Марии. Кафедральным собором епархии Санта-Крус-ду-Сула является собор святого Иоанна Крестителя.

## История
20 июня 1959 года Римский папа Иоанн Павел II выпустил буллу Quandoquidem Servatoris, которой учредил епархию Санта-Крус-ду-Сула, выделив её из архиепархии Порту-Алегри.
12 декабря 1997 года территория епархии Санта-Крус-ду-Сула была расширена за счёт присоединения к ней города Сан-Франсиску-ди-Паула, который ранее принадлежал епархии Кашиас-ду-Сула.
13 апреля 2011 года епархия Санта-Крус-ду-Сула вошла в митрополию Санта-Марии.

## Ординарии епархии
- епископ Alberto Frederico Etges † (1 августа 1959 — 27 июня 1986);
- епископ Aloísio Sinésio Bohn (27 июня 1986 — 19 мая 2010);
- епископ Canísio Klaus (19 мая 2010 —).

## Источник
- Annuario Pontificio, Ватикан, 2007
- Булла Quandoquidem Servatoris, AAS 52 (1960), стр. 65  (лат.)